# Ганс Циммер
Ганс Ци́ммер (нім. Hans Zimmer; нар. 12 вересня 1957, Франкфурт-на-Майні, Німеччина) — німецький композитор, автор музики до кінофільмів.

## Життєпис
Ганс Циммер народився в Німеччині, але підлітком переїхав до Великої Британії, де навчався у школі Гартвуд Гаус графства Суррей, Англія. Пояснюючи причини цього вчинку на німецькому телебаченні, композитор сказав: «Мій батько помер, коли я був іще дитиною, і якось я втік до музики й музика була моїм найкращим другом».

### Кар'єра

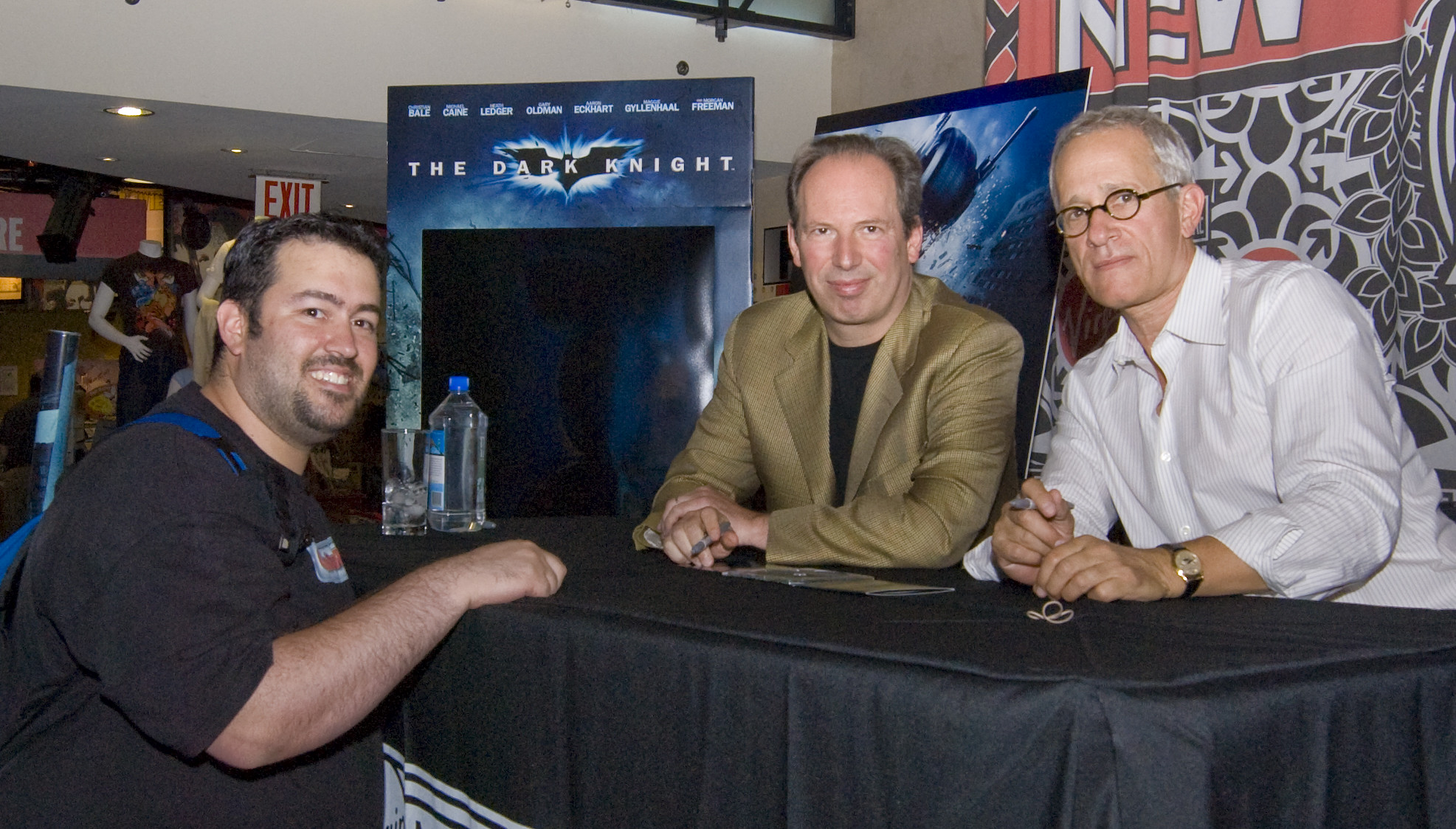
Ганс Циммер (ліворуч) і Джеймс Ньютон Говард на прем'єрі фільму Темний Лицар

Ганс розпочав кар'єру як клавішник. Спочатку він працював у гурті The Buggle, після чого став співпрацювати з італійським гуртом Krisma. 1980 року як співпродюсер випускає сингл гурту «Засуджений» (англ. The Damned), Історія світу частина 1.
У 1980-х також співпрацює зі Стенлі Маєрсом (Stanley Myers), поєднуючи оркестрову музику з електронною. До цього періоду належать фільми «Місячне сяйво» (1982), «Дрібниця» (1985), «Останній імператор» (1987).
1988 року працював над музикою до фільму «Людина дощу» із Дастіном Гофманом та Томом Крузом у головних ролях, за яку його було номіновано на премію «Оскар».
1991 року Циммер створив музику для фільму «Тельма та Луїза», 1992-го для роботи над фільмом «Сила одного» поїхав до Африки. На цьому підґрунті анімаційна студія Діснея запропонувала Гансу Циммеру створити музику для мультфільму «Король-лев». За музику до мультфільму Циммер отримав безліч нагород, серед яких Оскар, Золотий глобус, дві Премії Греммі.
У цей період також працює над фільмами «Тонка червона лінія», «Принц Єгипту» (1998).
У 2000-х роках він працює над такими голлівудськими блокбастерами, як Падіння «Чорного яструба» (2001), Останній самурай (2003), Код да Вінчі (2006), Сімпсони в кіно (2007).
Власник студії Remote Control, вихідцями якої є Стів Яблонский, Джеймс Дулі, Гаррі Греґсон-Вільямс, Марк Марчіна, Джон Павелл, Клаус Баделт.
15 березня 2022 року композитор почав свій тур Європою разом з 10 представниками оркестру Одеського оперного театру, яким команда митця допомогла виїхати з України під час війни з РФ. Під час концерту була виконана композиція, присвячена українським жінкам, а на екрані транслювали український прапор та фотографії жінок, які служать в Збройних силах України.

### Особисте життя
Проживає в Лос-Анджелесі з дружиною Сюзанною і чотирма дітьми.

## Фільмографія
| рік  | фільм                                          | нагорода | примітки                                    |
| ---- | ---------------------------------------------- | -------- | ------------------------------------------- |
| 1982 | Місячне сяйво                                  |          | у співробітництві зі Стенлі Маєрсом         |
| 1983 | Евріка                                         |          | у співробітництві зі Стенлі Маєрсом         |
| 1985 | Дрібниця                                       |          | у співробітництві зі Стенлі Маєрсом         |
| 1987 | Останній імператор                             |          |                                             |
| 1988 | Людина дощу                                    |          |                                             |
| 1988 | Країна чудес                                   |          |                                             |
| 1989 | Чорний дощ                                     |          |                                             |
| 1989 | Шофер міс Дейзі                                |          |                                             |
| 1989 | Смерч                                          |          |                                             |
| 1990 | Дні грому                                      |          |                                             |
| 1990 | Зелена картка                                  |          |                                             |
| 1991 | Тельма та Луїза                                |          |                                             |
| 1991 | Про Генрі                                      |          |                                             |
| 1991 | К2                                             |          |                                             |
| 1991 | Біле Ікло                                      |          | разом із Безілом Поледурісом                |
| 1992 | Іграшки                                        |          |                                             |
| 1992 | Їх власна ліга                                 |          |                                             |
| 1992 | Сила одного                                    |          |                                             |
| 1993 | Будинок духів                                  |          |                                             |
| 1993 | Справжнє кохання                               |          |                                             |
| 1993 | Дівчина з календаря                            |          |                                             |
| 1994 | Людина епохи Відродження                       |          |                                             |
| 1994 | Я згоден на все                                |          |                                             |
| 1994 | Король-лев                                     | «Оскар»  |                                             |
| 1994 | Критик                                         |          |                                             |
| 1995 | Дев'ять місяців                                |          |                                             |
| 1996 | Фанат                                          |          |                                             |
| 1996 | Скеля                                          |          |                                             |
| 1996 | Весь широкий світ                              |          |                                             |
| 1996 | Поламана стріла                                |          |                                             |
| 1997 | Краще не буває                                 |          |                                             |
| 1997 | Миротворець                                    |          |                                             |
| 1998 | Тонка червона лінія                            |          |                                             |
| 1998 | Принц Єгипту                                   |          |                                             |
| 1998 | Останні дні                                    |          |                                             |
| 1999 | Фактор холоду                                  |          |                                             |
| 2000 | Гладіатор                                      | «Сатурн» | спільно з Лізою Джеррард                    |
| 2000 | Дорога до Ель Дорадо                           |          | спільно з Джоном Павеллом                   |
| 2001 | Падіння «Чорного яструба»                      |          |                                             |
| 2001 | Перл-Гарбор                                    |          |                                             |
| 2001 | Ганнібал                                       |          |                                             |
| 2001 | Обіцянка                                       |          | спільно з Клаусом Баделтом                  |
| 2002 | Дзвінок                                        |          |                                             |
| 2003 | Останній самурай                               |          |                                             |
| 2003 | Кохання за правилами... і без                  |          |                                             |
| 2003 | Сльози сонця                                   |          |                                             |
| 2004 | Підводна братія                                |          |                                             |
| 2004 | Король Артур                                   |          |                                             |
| 2005 | Синоптик                                       |          |                                             |
| 2005 | Мадагаскар                                     |          | спільно з Гейтором Перерою та Джеймсом Дулі |
| 2005 | Бетмен: Початок                                |          |                                             |
| 2006 | Пірати Карибського моря: Скриня мерця          |          |                                             |
| 2006 | Код да Вінчі                                   |          |                                             |
| 2006 | Відпустка за обміном                           |          |                                             |
| 2007 | Пірати Карибського моря: На краю світу         |          |                                             |
| 2007 | Сімпсони в кіно                                |          |                                             |
| 2008 | Темний Лицар                                   | «Сатурн» |                                             |
| 2008 | Панда Кунґ-фу                                  |          |                                             |
| 2008 | Мадагаскар 2                                   |          |                                             |
| 2009 | Ангели і демони                                |          |                                             |
| 2009 | Шерлок Холмс                                   |          | композитор та музичний продюсер             |
| 2010 | Генрі IV                                       |          |                                             |
| 2010 | Початок                                        | «Сатурн» |                                             |
| 2010 | Тихий океан                                    |          | композитор головної теми                    |
| 2010 | Мегамозок                                      |          |                                             |
| 2011 | Ранго                                          |          |                                             |
| 2011 | Пірати Карибського моря: На дивних берегах     |          |                                             |
| 2011 | Панда Кунг-Фу 2                                |          | разом із Джоном Павеллом                    |
| 2011 | Вінні Пух                                      |          |                                             |
| 2011 | Дилема                                         |          | разом із Лорні Белфі                        |
| 2011 | Шерлок Холмс: Гра тіней                        |          |                                             |
| 2012 | Темний лицар повертається                      |          |                                             |
| 2012 | Мадагаскар 3                                   |          |                                             |
| 2013 | Гонка                                          |          |                                             |
| 2013 | Самотній Рейнджер                              |          |                                             |
| 2014 | Інтерстеллар                                   | «Сатурн» |                                             |
| 2016 | Бетмен проти Супермена: На зорі справедливості |          | разом із Томом Холкенборгом                 |
| 2016 | Інферно                                        |          |                                             |
| 2017 | Дюнкерк                                        |          |                                             |
| 2017 | Той, хто біжить по лезу 2049                   |          |                                             |
| 2021 | Кращий стрілець: Маверік                       |          | спільно з Гарольдом Фальтермаєром           |
| 2021 | Дюна                                           |          |                                             |
| 2022 | Бебі бос 2                                     |          |                                             |
| 2024 | Едем                                           |          |                                             |
| 2025 | Формула-1                                      |          |                                             |